# Rudolf Lehmann (Maler)

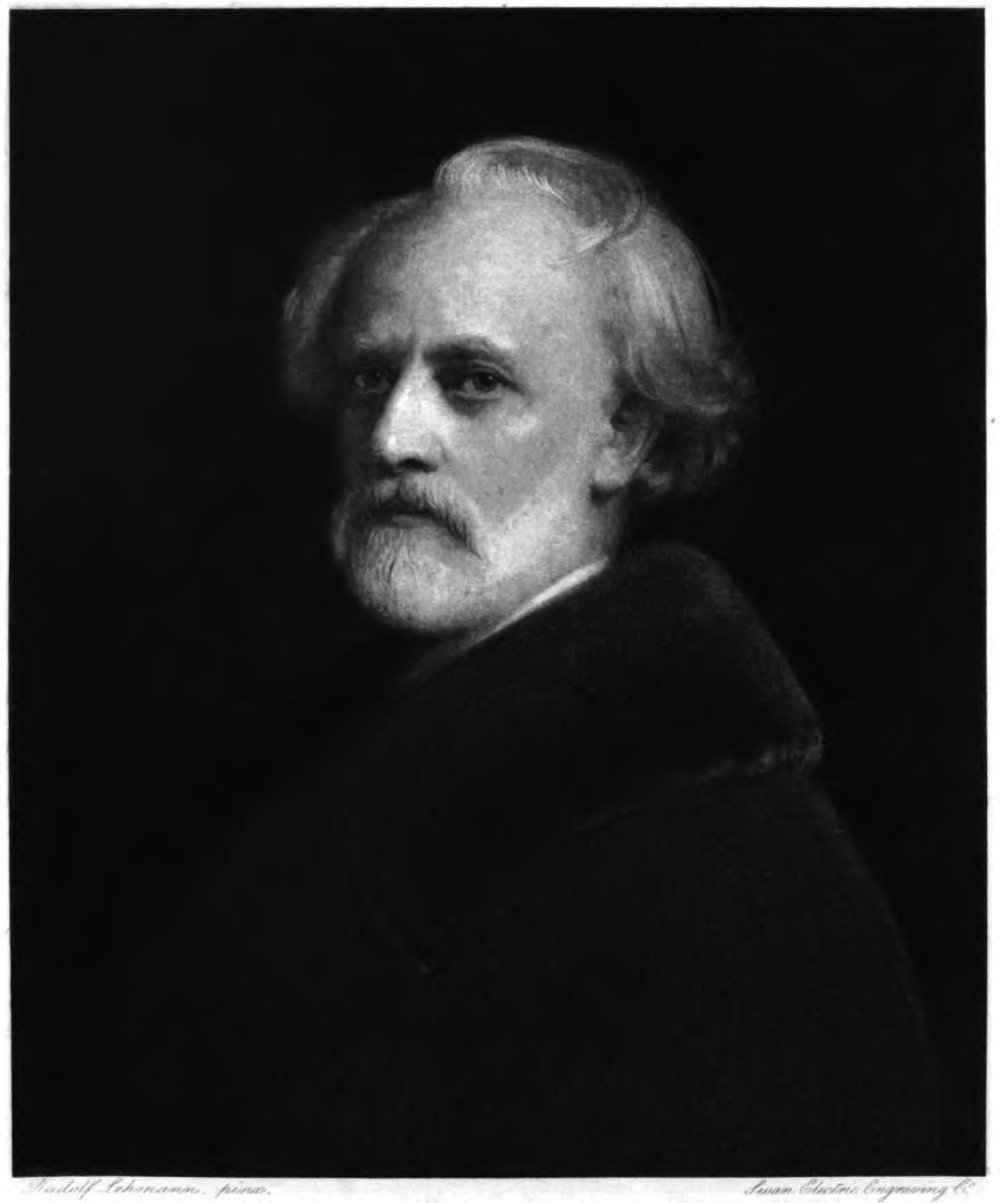
Rudolf Lehmann, Selbstporträt (1896)

Wilhelm August Rudolf Lehmann (* 19. August 1819 in Ottensen bei Altona, Herzogtum Holstein; † 27. Oktober 1905 in Bournemede, Bushey (Hertfordshire), England) war ein deutsch-englischer Maler.

## Leben
Lehmann war der Sohn von Leo Lehmann; der Maler Henri Lehmann war sein älterer Bruder. Lehmanns Eltern waren mit der Familie, während der Besetzung Hamburgs durch die Franzosen, nach Kiel geflohen. 
Mit 16 Jahren ging Lehmann 1835 nach Paris und wurde dort für zwei Jahre der Schüler an der École des Beaux-Arts; u. a. bei seinem Bruder Heinrich (Henri). Ende 1837 kehrte Lehmann nach Deutschland zurück und ließ sich in München nieder.
Dort wurde er zwischen Frühjahr 1838 und Herbst 1839 Schüler in den Ateliers von Peter von Cornelius und Wilhelm von Kaulbach. Unterstützt durch seine Lehrer unternahm Lehmann im November 1839 eine Studienreise nach Rom, von der er im November 1846 zurückkehrte. Rudolf Lehmann war Mitglied im Hamburger Künstlerverein von 1832.
1850 ging Lehmann nach London und ließ sich dort als freischaffender Maler nieder. Bereits 1851 wurde er aufgefordert, sich an den großen jährlichen Ausstellungen der Royal Academy of Arts zu beteiligen. Zwischen 1855 und 1859 weilte Lehmann wieder in Rom, um die Antike zu studieren.

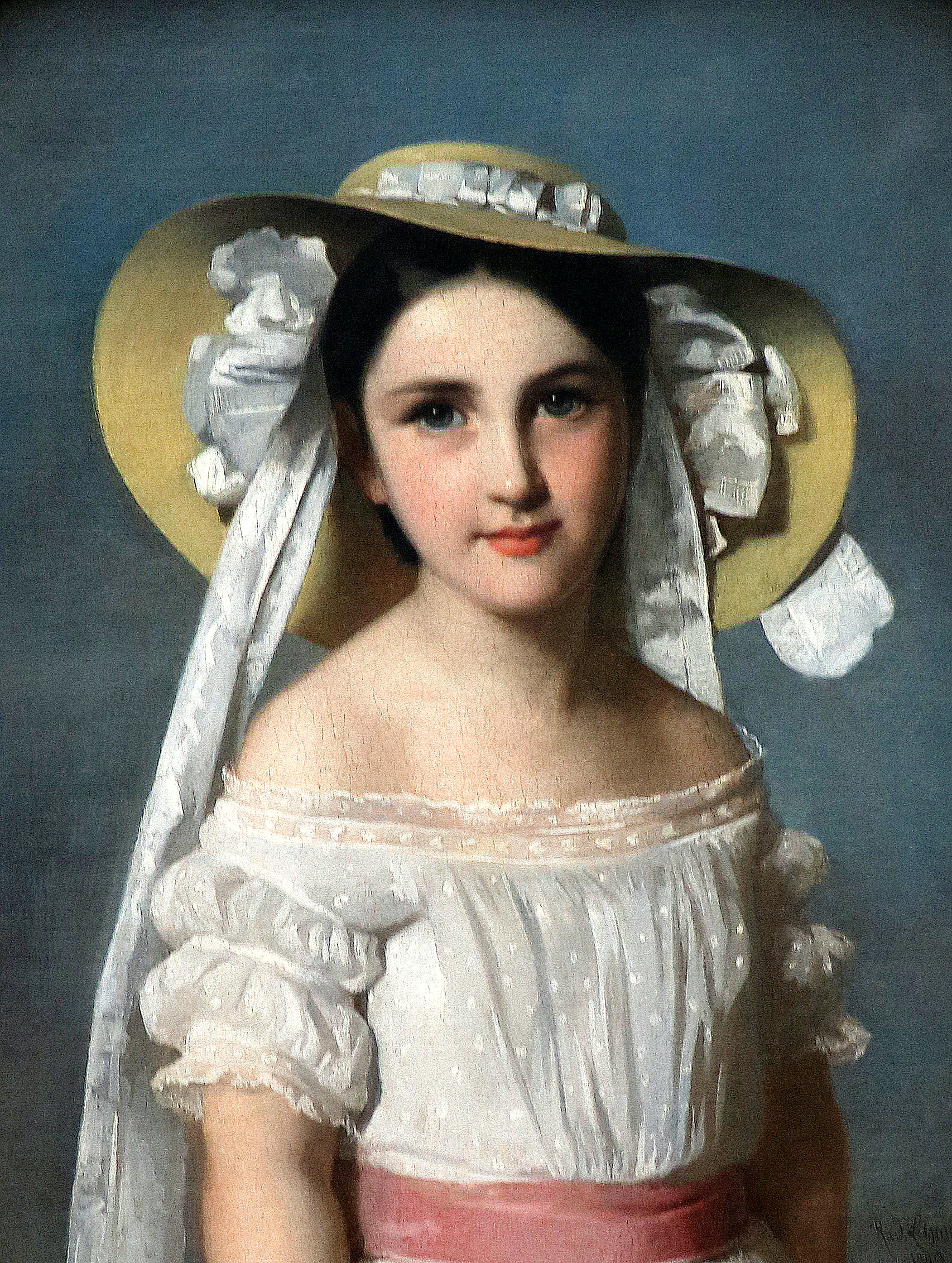
Miss Emily Leo (1849)
Wilhelm August Rudolf Lehmann. Musée d’arts de Nantes, France

Lehmanns dritte Romreise fand zwischen 1863 und 1864 statt. Ein großer Schwerpunkt im künstlerischen Schaffen Lehmanns waren seine Schilderungen des täglichen Lebens in Rom und Umgebung. Daneben war Lehmann als Porträtist ein gefragter Künstler; die Schriftsteller Robert Browning, Ferdinand Gregorovius und Alphonse de Lamartine, die Maler Peter von Cornelius und Adolph Menzel, die Politiker William Ewart Gladstone und Frederick Lygon, 6. Earl Beauchamp, die Wissenschaftler Alexander von Humboldt und Leopold von Ranke, die Musiker Frédéric Chopin, Franz Liszt, Giacomo Meyerbeer, Eduard Franck u. v. a. saßen ihm Modell.
Lehmann war mit dem Präraffaeliten John Everett Millais befreundet. Auf diese Weise kamen zwei Portraits Millais' seiner Nichte Nina (1869 und 1884) zustande, der Tochter seines Bruders Augustus Frederick Lehmann. Ebenso beauftragte ihn sein Bruder Frederick, dessen engen Freund Wilkie Collins im Jahre 1890 zu porträtieren, und schenkte dieses Bild seiner Frau Nina.
1895 veröffentlichte Lehmann in London seine Memoiren An artist’s reminiscences. 1904 beteiligte sich Lehmann zum letzten Mal an einer Ausstellung der Royal Academy. Im darauffolgenden Jahr starb er im Alter von 86 Jahren am 27. Oktober in Bournemede, Bushey.

## Werke (Bilder)
- Sixtus V. segnet die Pontinischen Sümpfe (1847)
- Wallfahrerin aus den Abruzzen in der Campagna
- Ziegenhirtin der Abruzzen
- Haydée und Graziella
- Früher Morgen in den Pontinischen Sümpfen
- Ave Maria
- Alexander von Humboldt (1848, Porträt)

## Werke (Literatur)
- Erinnerungen eines Künstlers. Hofmann, Berlin 1896 (archive.org).
- Henry Currie Marillier (Hrsg.): Men and women of the century. Being a collection of portraits and sketches by Mr. Rudolf Lehmann. Bell & Sons, London 1896.

## Ausstellungen (Auswahl)
- 2019: Hamburger Schule – Das 19. Jahrhundert neu entdeckt (12. April bis 14. Juli), Hamburger Kunsthalle